# Robert Pyka
Robert Pyka (ur. 1979) – polski socjolog, dr hab. nauk społecznych, adiunkt Instytutu Socjologii Wydziału Nauk Społecznych Uniwersytetu Śląskiego w Katowicach.

## Życiorys
W 2003 ukończył studia socjologiczne na Uniwersytecie Śląskim w Katowicach, 17 lipca 2007 obronił pracę doktorską Sprawiedliwość społeczna a efektywność ekonomiczna w dobie globalizacji - Dylematy socjoaksjologiczne w kontekście funkcjonowania i przyszłości państwa opiekuńczego, na przykładzie francuskiej debaty społecznej na łamach dziennika „Le Monde" między 1989 a 2004 rokiem, 7 lipca 2015 habilitował się na podstawie pracy zatytułowanej Metropolizacja a lokalne governance. Globalne wyzwania państwa narodowego na przykładzie V Republiki Francuskiej.
Objął funkcję adiunkta w Instytucie Socjologii na Wydziale Nauk Społecznych Uniwersytetu Śląskiego w Katowicach.